# O Rei do Inverno
O Rei do Inverno é o primeiro romance da trilogia das Crônicas de Artur escrito por Bernard Cornwell, originalmente publicado no Reino Unido em 1995 pelo Penguin Group, e no Brasil pelo Grupo Editorial Record. O livro é baseado em personagens e eventos das lendas Arturianas, porém contém mudanças e repaginações consideráveis.
O romance se passa no ano 480, e é dividido em cinco partes narradas pelo protagonista, Derfel Cadarn. Um antigo guerreiro jurado a Arthur e agora um monge ancião, Derfel conta a história de como Arthur se tornou um senhor da guerra na Britânia da idade das trevas, apesar de não ter direito legítimo ao trono. Após ser banido à Armórica por seu pai, o rei Uther Pendragon, Arthur retorna para proteger o novo rei, seu sobrinho Mordred. Porém, quase a ponto de unificar pacificamente a Britânia, a decisão de Arthur de se casar com Guinevere mergulha a ilha em guerra novamente.

## Enredo
A história é narrada pelo protagonista principal, Derfel Cadarn, um monge ancião que se converteu ao cristianismo no fim da vida após passar muitos anos como um guerreiro a serviço de Artur, um senhor da guerra renomado que há muito tempo lutou para proteger o reino da Dumnônia. Num monastério em Dinnewrac, a jovem rainha Igraine pede a Derfel que grave as histórias de como ele conheceu os famosos heróis do mito arturiano. Sabendo que seu antipático bispo Sansum não pode ler, Derfel finge escrever um evangelho. Grande parte da narrativa é recontada em uma série de recordações de sua juventude, com interrupções regulares no monastério, no presente.

### Parte Um: Um Nascimento no Inverno
O reino de Dumnônia está em caos. Suas forças, lideradas pelo Edling (príncipe herdeiro) Mordred, e Arthur (bastardo do rei) derrotou os Saxões em uma batalha no Morro do Cavalo Branco, mas a um custo terrível: o príncipe Mordred foi morto, deixando o reino sem um herdeiro. O Alto Rei Uther Pendragon culpa Arthur pela morte de seu filho, e o exila na Armórica. A única esperança da Dumnônia é que a esposa grávida de Mordred, Norwenna, dê à luz um filho. A rainha norwenna está parindo, e teme-se que a criança morra. Uther, um pagão, perde a paciência com as parideiras cristãs de Norwenna e chama Morgana, sacerdotisa de Merlin, para parir a criança. A mágica pagã aparenta funcionar e um filho homem nasce, porém aleijado de uma perna, o que é um presságio muito ruim. O rei ignora o sinal e declara que o filho será nomeado como o pai: Mordred.
A criança Mordred e sua mãe são entregues ao salão de Merlin em Ynys Wydryn, onde ela e a criança são postas sob os cuidados das sacerdotisas de Merlin, Morgana (irmã de Arthur) e Nimue (amante de Merlin). O próprio Merlin não é visto na Britânia há vários meses. O narrador, Derfel, é um jovem enjeitado em Ynys Wydryn, que foi adotado por Merlin. Nascido de uma Saxã chamada Erce, Derfel e sua mão foram capturados em uma invasão dos Bretões e escravizados. Seus captores Bretões são mais tarde derrotados por Gundleus, rei da Siluria, e seu druida Tanaburs. Derfel seria um dos sacrifícios aos deuses como tributo em agradecimento pela batalha vitoriosa, sendo jogado em um "poço da morte," mas sobrevive, e a partir daqui é considerado como favorecido pelos deuses por Merlin. Tendo sobrevivido ao sacrifício falho, ele também é encarregado de tomar a vida de Tanaburs. Derfel está apaixonado por Nimue, que o liga em juramento à si marcando as mãos de ambos e fazendo Derfel jurar que sempre a obedecerá.
O Alto Rei Uther convoca um conselho dos reis da Britânia em Glevum. Morgana é convocada para representar Merlin em sua ausência, e Nimue se junta à ela, acompanhada de Derfel. A tensão dentro do Reino Britânico fica explícita quando o Rei Gorfyddyd de Powys não aceita a convocação e o Rei Gundleus da Siluria se atrasa. Uther deixa claro que nenhum homem que não seja seu neto Mordred se sentará no trono da Dumnônia. Como Mordred ainda é apenas um bebê, Uther nomeia trẽs guardiões - Rei Tewdric de Gwent; Owain, campeão de Uther na Dumnônia; Merlin e também um pai adotivo para Mordred, que deve se casar com a princesa Norwenna. Agricola, campeão de Gwent, sugere Arthur, mas Uther renega Arthur como seu filho. O Rei Gundleus é então nomeado como guardião de Mordred e se casa com Norwenna. Após Tewdric e Owain fazerem seus juramentos como guardiões, Morgana insiste que Merlin só vai aceitar o juramento caso Arthur seja nomeado como guardião, um pedido que Uther aceita relutantemente após Tewdric apoiar Morgana. Após a morte de Uther, Mordred, ainda um bebê, é nomeado Rei da Dumnônia. Ele não é, contudo, o Alto Rei, pois o título só pode ser concedido a um rei aceito como superior pelos outros Reis Britânicos; nem é Pendragon, já que esse título só é concedido a um Alto Rei com feitos em batalhas.
Após a morte de Uther, o Rei Gorfyddyd ataca Gwent, e Dumnônia e Siluria correm em auxílio ao Rei Tewdric. O Rei Gundleus envia envia notícias de vitória e anuncia que irá a Ynys Wydryn para se juntar à sua nova esposa. Morgana e Nimue advertem Norwenna que a guerra não acabou, mas ela não acredita. Quando Gundleus chega, ele mata Norwenna e, aparentemente, o bebê Mordred. Então, em retribuição a uma maldição de Nimue, ele a estupra e arraca fora um de seus olhos. Derfel resgata Nimue e enquanto foge encontra Morgana, que diz que Mordred está com ela. Ela explica que Gundleus na verdade matou o filho da empregada do Rei, que havia sido trocado por ele. Derfel pega a espada Hywel de seu mestre espadachim morto, e a renomeia Hywelbane. O grupo corre com Gundleus em sua perseguição. Quando chegam à capital Dumnôniana Caer Cadarn, Derfel se junta ao exército de Owain, mata seu primeiro inimigo, e se prepara para entrar em batalha contra o exército Silúrio, muito mais forte. Porém Arthur aparece com seus cavaleiros durante a batalha e derrota Gundleus.

### Parte Dois: A Noiva
Após a batalha, Arthur aprisiona Gundleus tratando-o respeitosamente, pois Gundleus ainda é um rei. Arthur deixa Derfel para Owain treinar, para seu desgosto, mas sob a liderança de Owain, Derfel aprende a realidade da guerra. Owain é desonesto e vai à guerra por lucro. Enquanto Derfel está com ele, Owain entra em um acordo com o príncipe Cadwy de Isca para massacrar um grupo de mineradores de estanho Córnicos que trabalhavam na Dumnônia a convite de Uther. Derfel é abalado pela carnificina injustificável, e como resultado perde a fé em Owain como líder, apesar de estar ligado a ele por juramento. Quando o príncipe Tristan, Edling de Kernow, chega na Dumnônia e exige uma recompensa pelo massacre, Owain culpa um grupo de invasores Irlandeses. Arthur suspeita que Owain está mentindo e, após falar com Derfel, desafia Owain a um duelo de espadas para resolver a questão, uma luta até a morte onde os deuses são chamados para dar vitória à verdade. Arthur derrota Owain e assume poder total na Dumnônia, e então toma Derfel sob seu serviço para poupar-lhe da vingança dos apoiadores de Owain.
Arthur deseja acabar com a guerra civil e unir os reinos Britânicos contra os Sais (Saxões). Para fazer isso, ele entra em um acordo de paz com Powys: ele vai retomar o trono da Silúria para Gundleus e então se casar com Ceinwyn, a filha de Gorfyddyd. Ele viaja ao norte até Powys, onde é formalmente prometido à Ceinwyn. Porém, quando a filha do Rei Leodegan, Guinevere, entra no salão de festas, Arthur é imediatamente acometido de amor. Ele abandona Ceinwyn e se casa com Guinevere, destruindo qualquer esperança de uma aliança e mergulhando a Britânia de volta à guerra civil.

### Parte Três: O Retorno de Merlin
Nos anos seguintes ao casamento de Arthur com Guinevere, Derfel se torna um grande guerreiro, e recebe um segundo nome, "Cadarn" que significa "O Forte." Sagramor, comandante Númida de Arthur, inicia Derfel nos mistérios do culto secreto de Mithras.
Arthur recebe convocações do reino Armórico de Benoic, a quem ele fez uma jura de ser o campeão do reino, para ajudar contra os invasores Francos. Incapaz de ir pessoalmente, ele manda Derfel com 60 homens. Derfel deverá juntar forças com o primo de Arthur, Culhwch, e escrever a Arthur caso mais homens sejam necessários. Antes de partir, Sagramor avisa a Derfel que o Edling de Benoic, Lancelot, pode ser traiçoeiro. Após sua chegada, Derfel é levado à Ynys Trebes, a ilha capital de Benoic. Ali ele conhece o Rei Ban, que fica chateado quando descobre que Arthur não virá, mas se deleita ao saber da reputação de Derfel. Ban mostra à Derfel a biblioteca de Ynys Trebes, que é supervisionada pelo mal-humorado padre Celwin. No jantar, Derfel conhece Lancelot e eles instantaneamente se desgostam. Derfel só é impedido de espancar Lancelot pela intervenção de Galahad, meio irmão de Lancelot. Galahad explica em particular que Lancelot não vai aceitar a derrota levianamente e sugere que Derfel deixe Ynys Trebes imediatamente. Derfel retorna para a costa acompanhado de Galahad, que sonha em lutar ao seu lado.
Derfel passa três anos em Benoic e aprende rápido que a reputação temível de Lancelot não tem nada a ver com proezas em batalhas, mas com poetas pagos para cantar suas glórias. Derfel e Galahad começam a campanha para diminuir o avanço das bárbaras hordas Francas. Nisso eles são bem sucedidos e se tornam temidos pelos Francos. Contudo, eles são eventualmente empurrados de volta à Ynys Trebes, onde Lancelot se encarregou de defender a cidade. Em um conselho de guerra, Lancelot insiste que o reino pode sobreviver dentro da muralha da cidade, já que é altossuficiente. Após vários meses sob cerco, a cidade cai. Lancelot, com sua mãe e seus seguidores e o tesouro do reino, foge assim que a cidade é invadida. Conforme um grande massacre se segue, Derfel se vê compelido a voltar ao palácio, onde encontra o Rei Ban conformado com seu destino e o padre Celwin na biblioteca freneticamente procurando por um manuscrito Romano em particular, ambos se recusando a partir. Conforme os Francos invadem o palácio, o padre Celwin se revela como Merlin disfarçado. Merlin encontra o que estava procurando, dizendo que contém o conhecimento da Britânia. Ele então leva Derfel e Galahad para fora da cidade e dentro de um barco que já havia sido arrumado para sua fuga.
Chegando na Dumnônia, Merlin desaparece novamente. Enquanto isso, Derfel descobre que Nimue foi considerada perigosamente louca e foi banida à ilha dos mortos, onde os insanos eram exilados. Derfel acredita que é por isso que Merlin desapareceu. Acreditando que Derfel e seus homens estão mortos, Lancelot já contou a Arthur e aos homens da Dumnonis que, apesar de seus melhores esforços, Ynys Trebes caiu por culpa de Derfel. Derfel chega a tempo de ouvir a calúnia, chamando Lancelot de mentirose e o desafiando para um duelo, mas Arthur neutraliza a situação.

### Parte Quatro: A Ilha dos Mortos
Derfel é recompensado por seus serviços a Arthur e é declarado um lorde, e logo após descobre que Merlin foi rumo ao norte ao invés da ilha dos mortos. Com a cicatriz em sua mão lembrando Derfel de seu dever para com Nimue, ele viaja rumo ao sul para ele próprio resgatá-la. Ele encontra Nimue na ponta sul da ilha. Inicialmente ele o ataca em sua loucura, mas ele aperta junto suas mãos com cicatrizes, e a razão de Nimue retorna. Ao retornar à entrada da ilha, ele descobre que Galahad e seus homens o seguiram para garantir que ele pudesse sair.
Nos meses após essa aventura, Derfel e Nimue se tornam amantes. Nimue pensa em abandonar Merlin e o caminho dos deuses, mas percebe que aquela vida com Derfel é um sonho impossível. Arthur, no meio tempo, está considerando um último ataque contra Powys para encerrar a guerra que ele sabe que começou. Para fazer isso, ele precisa se certificar que os Saxões, liderados por Aelle, continuem em paz, e apenas dinheiro pode conquistar isso. Aconselhado por Nimue ele faz empréstimos forçados de todos os santuários Cristãos e pagãos, um ato pelo qual os Cristãos guardam rancor. Se encontrando com Aelle, Arthur negocia três meses de paz em troca do ouro e informação sobre como capturar a fortaleza Powsiana de Ratae.
Com a fronteira leste da Dumnônia garantida, Arthur marcha com seu exército até Gwent, e em Glevum ele convoca um conselho de guerra com Tewdric e Meurig, Edling de Gwent. Galahad se voluntaria para viajar como um emissário ao Rai Gorfyddyd para descobrir as intenções de Gorfyddyd quanto à Mordred, acompanhado por Derfel disfarçado. Gorfyddyd descobre que Derfel é jurado a um inimigo e ameaça matar ambos, mas Merlin aparece e proclama que Derfel não pode ser ferido. Gorfyddyd conta a Galahad que, após derrotar Arthur, ele planeja adorar Mordred ele mesmo até que seja velho o suficiente para assumir o trono da Dumnônia. Em particular, Merlin conta que Gorfyddyd está mentindo e vai matar Mordred para conquistar sua ambição de se tornar o Alto Rei. Durante sua estada em Powys, Derfel encontra Ceinwyn e se apaixona por ela, que foi prometida à Gundleus em troca do apoio da Silúria. Derfel conta a Ceinwyn sobre os planos de Arthur para casá-la com Lancelot, quem ele espera colocar no trono da Silúria após a morte de Gundleus para estreitar a aliança entre os reinos Britânicos. Ceinwyn diz a Derfel que está cansada de ser usada como uma peça num jogo dinástico. Derfel declara seu amor, ao que ela aparenta não reagir, então faz uma jura para de protegê-la, que ela aceita. Assim que Galahad e Derfel retornam a Glevum Tewdric se recusa a colocar suas tropas na guerra, acreditando que Gorfyddyd dizia a verdade e que Mordred estará a salvo. Arthur, contudo, acredita em Merlin, e tenta persuadir Tewdric a mudar de ideias. Eventualmente Arthur desiste de Tewdric, e marcha com seus homens jurados, incluindo Derfel e Galahad, ao norte confrontar Gorfyddyd sozinho.

### Parte Cinco: A Parede de Escudos
Derfel e seus homens empreendem uma marcha noturna e tomam o Vale de Lugg ao amanhecer, prontos para guardar a posição para quando os homens de Gorfyddyd chegarem. O exército principal é liderado por Nimue, que possui uma habilidade fantástica de encontrar o caminho no escuro. Após tomar o vale, eles aguardam Arthur, que chega à tempo de destruir a vanguarda do exército de Gorfyddyd e envia Galahad ao sul na esperança que os homens de Gwent virão agora que a batalha começou. Arthur então oferece a Derfel sua notável armadura, o que da a Arthur a oportunidade de preparar uma armadilha na retaguarda do exército de Gorfyddyd e espera levá-los ao pânico. Derfel é confrotado por Valerin, que foi prometido à Guinevere antes dela fugir com Arthur. Acreditando que ele é Arthur, Valerin diz à Derfel que Guinevere era uma vadia; Derfel não se controla e luta contra Valerin. Após matá-lo, Derfel encontra em seu cadáver um anel com o símbolo de Guinevere, que ele joga fora. A batalha então retoma com as tropas de Derfel sendo forçadas a recuar até que Morfans, outro comandante de Arthur, dá o sinal para Arthur atacar. Arthur vêm com sua cavalaria em carga e destrói quase um terço do exército de Gorfyddyd, mas o rei vê o perigo a tempo e se defende contra a armadilha de Arthur.
Durante uma calmaria na batalha, Galahad retorna com as más notícias de que ninguém de Gwent virá ao seu resgate, exceto talvez por alguns voluntários. Porém, alguns homens de Kernow virão, liderados pelo Príncipe Tristan, que deseja retribuir a Arthur por lutar contra Owain. Conforme a batalha retoma, Derfel e seus homens recuam ainda mais. A batalha para novamente assim que Cuneglas, Edling de Powys, lhes oferece a chance de se renderem; e eles recusam. Antesa que a batalha recomece, Merlin chega e ordena que ambos os exércitos cessem suas hostilidades pois ele precisa de todos os Bretões para ajudá-lo em sua busca pelo Caldeirão de Clyddno Eiddyn, um dos treze tesouros perdidos da Britânia. Gorfyddyd está furioso com Merlin por ter impedido que se tornasse o Alto Rei, mas Merlin é o druida mais reverenciado de toda a Britânia e, portanto, protegido de ataques. Gorfyddyd recusa os pedidos de Merlin e prepara suas tropas novamente para a batalha. Merlin, se virando para Derfel, informa-o que convenceu os Escudos Pretos irlandeses de Oengus Mac Airdem, aliados prévios de Gorfyddyd, a mudar de lados e dar a vitória a Arthur. Dito e feito, conforme a batalha é retomada, os Escudos Pretos atacam Gorfyddyd e rendem sua parede de escudos em recuada.
Em consequência, Gorfyddyd está mortalmente ferido, mas usa seu último suspiro para amaldiçoar Arthur e chama Guinevere de vadia. Arthur exige que Cuneglas declare que seu pai estava mentindo e que ele jure que uma aliança irá existir entre a Dumnônia e Powys contra os Saxões; Cuneglas concede, trazendo um fim à guerra civil. Derfel e Nimue continuam no acampamento Powsiano e encontram Gundleus barricado em uma cabana, protegido por Tanaburs. O druida ameaça soltar suas mais terríveis maldições em Derfel e conta-lhe que pode dizer onde está sua mãe, mas Derfel resiste ao seu poder e o corta ao meio, enquanto Nimue tortura lentamente Gundleus até a morte, alcançando sua há muito procurada vingança.

## Personagens
- Derfel Cadarn: O narrador da história, Derfel começa como um dos ófãos que Merlin adota e trabalha até ser um capitão de Arthur, e conquista o título de lorde. Ele é um discípulo de Arthur, e mesmo que veja seus defeitos, ele reconhece a grandeza e sabe que Arthur é a última esperança da Britânia
- Arthur: Filho ilegítimo de Uther, Arthur é um senhor da guerra exilado, já com algum renome em seu tempo, que retorna à Britânia para defender o infante rei Mordred. Ele acredita que o poder de um líder vem daqueles que ele lidera, e não de si próprio. Tanto um político consciente quanto um guerreiro habilidoso, ele se esforça para espalhar a paz na Britânia através de alianças e casamentos ao invés de batalhas, mas não se opõe a lutar e é um guerreiro esperto e brutal. Porém ele têm uma tendência de confiar demais em seus inimigos assim que a batalha termina, e sente um amor desesperado por Guinevere.
- Guinevere: Esposa de Arthur e filha sem terras do recém usurpado Leodegan, Guinevere aspira ser rainha e insiste que todos chamem Arthur de "Príncipe Lorde," pois lhe dá a sensação de poder e prestígio. Ela é uma mulher dura e ambiciosa que se equilibra entre o otimismo de Arthur e suas opiniões realisticas. Ela segue firme e confiante, mas se importa muito pouco com os outros e parece querer apenas poder e status social.
- Merlin: O druida mais respeitado de toda a Britânia, Merlin é um ancião, enigmático que já treinou Arthur para ser o guerreiro obediente que é. Porém, mesmo que se importe com Arthur, Merlin demonstra que se importa mais em encontrar os tesouros perdidos da Britânia, que ele espera usar para implorar a atenção dos deuses e restaurar a Britânia à velha religião pagã e afrouxar o aperto com que o Cristianismo a segura desde a ocupação Romana. Sua fidelidade principal é para com os deuses e ele se recusa a deixar qualquer um em seu caminho, até mesmo Arthur. Ele usa do disfarce, engano e interferência política sempre que julga que serve à causa dos deuses.
- Nimue: Outra orfã adotada por Merlin, que mais tarde se torna sua sacerdotisa e amante, Nimue também é amiga de infância de Derfel e seu primeiro amor. Apesar de permanecerem amigos ligados por suas cicatrizes, Nimue começa a vagar para longe de Derfel conforme ela passa pelos desafios e dores de se tornar uma sacerdotisa druida. Derfel a salva de sua insanidade porque prometeu protegê-la mesmo que sua principal lealdade sejam os deuses.
- Morgana: Filha ilegítima de Uther com a mãe de Arthur, também é uma sacerdotisa dedicada de Merlin. Ela também é terrivelmente solitária, tomando conta dos assuntos de Merlin quando ele está fora. Ela foi desfigurada pelo fogo que matou seu marido e então se tornou sacerdotisa, mas através da história ela parece aos poucos perder o contato com os deuses, o que a deixa ainda mais enciumada de Nimue. Ela com frequência é amarga e má, mas há razões para seus humores e ela ama profundamente seu irmão.
- Lancelot: O herdiero do Rei Ban de Benoic e meio irmão de Galahad, Lancelot é um jovem príncipe muito bonito e carismático. Apesar de ter conquistado a fama de grande guerreiro na Britânia, Derfel descobre que ele não é verdadeiramente o homem corajoso, leal e gentil que é retratado em suas histórias romantizadas. Ao invés disso Lancelot é um covarde mimado e arrogante que mente sobre seus feitos em batalha e paga bardos para cantar sobre seus feitos heróicos que nunca aconteceram de verdade. Sua natureza cruel se aplica até mesmo à sua família mais próxima: ele deixou seu pai para morrer quando seu castelo foi cercado e invadido, e culpa a queda em seu meio irmão Galahad.
- Galahad: Filho do Rei Ban de Benoic e meio irmão de Lancelot, Galahad é um homem nobre e virtuoso e um guerreiro habilidoso, o exato oposto de Lancelot. Derfel imediatamente gosta dele, e Galahad jura sua aliança à Arthur e Mordred após Ynys Trebes ser capturada.

## Recepção
O Rei do Inverno foi bem recebido de forma geral assim que foi publicado. A revista Publishers Weekly chamou de "início exemplar de uma trliogia sobre o legado de um rei guerreiro," adicionando que "o Arthur de Cornwell é feroz, dedicado e complexo, um homem com muitos problemas, a maioria feitos por si próprio" e que "Cornwell sabe sua história - as cenas de batalha são particularmente boas - mas nem uma vez isso atrapalha o encontro de pessoas de carne e osso em um campo de combate sombrio." De acordo com Kirkus Reviews, "as grandes cenas de batalha do livro são brilhantes e as intrigas políticas são um turbilhão de personagens lendários mas muito humanos." O jornal The Washington Post comentou que "a força da história reside no modo como Cornwell a conta através da criação de personagens de carne e osso que fazem o período histórico ganhar vida de forma mágica."
O romance já foi descrito como "de forma alguma mais uma fantasia histórica tradicional do que uma tradicional história de Arthur." Uma avaliação editorial da Amazon.com disse que é essencialmente "um thriller político moderno, contado de modo limpo [...] Bernard Cornwell minimiza a magia que habita nas histórias tradicionais, construindo mais uma combinação de superstição e perspicácia" e recomendou-o "com reservas; apesar de ser contagiosos ao ler, a ênfase em batalhas e política significa que vai agradar alguns leitores de fantasia, mas desapontar outros."